# سلانکامناچکی وینوگرادی
سلانکامناچکی وینوگرادی (به صربی: Slankamenački Vinogradi) یک منطقهٔ مسکونی در صربستان است که در Inđija Municipality واقع شده‌است. سلانکامناچکی وینوگرادی ۲۶۶ نفر جمعیت دارد.